# Grècia romana
La Grècia romana és el període de la història de Grècia que va seguir la victòria romana sobre els corintis en la batalla de Corint, l'any 146 aC, fins i tot el restabliment de la ciutat de Bizanci i el seu nomenament, per l'emperador Constantí I, com a capital de l'Imperi Romà (la Nova Roma), rebatejada Constantinoble l'any 330.

## Intervencions romanes a Grècia
Des de finals del segle iii aC, quan van tenir lloc les Guerres il·líries, Roma va tenir diversos enfrontaments amb els habitants de la zona a la mar Adriàtica. A la Segona guerra macedònica (200 aC - 196 aC), Roma va derrotar el Regne de Macedònia i va proclamar la llibertat de les ciutats gregues, que a la pràctica va significar l'inici d'una política intervencionista romana a tota la península grega amb l'excusa de garantir aquestes llibertats. A la guerra contra Nabis lliurada l'any 195 aC els romans van ser una part fonamental de l'aliança que va derrotar els espartans, que van haver de renunciar al control d'Argos. Quan es va acabar aquesta guerra, els romans van marxar de Grècia, però aviat hi va haver un nou enfrontament, ara contra Antíoc III, rei de l'Imperi selèucida. El resultat d'aquesta guerra guerra (192 aC - 188 aC) es va concretar al Tractat d'Apamea, i va significar la fi de l'expansió selèucida.
Posteriorment, es va produir la Tercera Guerra Macedònica (171 aC -168 aC), on Roma va derrotar definitivament a Macedònia, que va ser convertida en província romana l'any 148 aC.
Els romans també van actuar contra Il·líria, l'Epir i contra les polítiques de la Lliga Aquea contra Roma. A més, es va dissoldre la Lliga Etòlia i es van prendre mesures contra Rodes i el Regne de Pèrgam, que en van sortir debilitats.
Grècia es va convertir en un protectorat romà l'any 146 aC i les illes de l'Egeu van ser afegides a aquest territori el 133 aC. Atenes i altres ciutats gregues es van rebel·lar el 88 aC, i tota la península va ser aixafada per les tropes del general romà Sul·la. Les guerres civils romanes van devastar el territori encara més, fins que August va organitzar la península i la va repartir entre la província d'Acaia. la de Macedònia i l'Epir, l'any 27 aC.
Grècia va ser una província clau a l'est de l'Imperi Romà, ja que la cultura romana va ser, de fet, una cultura grecoromana. El grec va servir com a llengua franca a l'est i a Itàlia i molts intel·lectuals grecs, com Galè, van desenvolupar la major part dels seus treballs a Roma.
Diversos emperadors van millorar les ciutats gregues amb noves construccions, especialment a l'àgora d'Atenes. Sota l'Imperi Romà la vida a Grècia va continuar com sempre ho havia estat. La cultura romana es va veure molt influïda pels grecs. Com deia Horaci, «Grècia captiva el seu salvatge conqueridor». Les epopeies d'Homer van inspirar l'Eneida de Virgili, i autors com Sèneca van escriure en estil grec. Els nobles romans, que veien els grecs com a endarrerits i insignificants, van ser els principals oponents polítics d'herois romans com Escipió l'Africà, que solien estudiar filosofia i veien la cultura i la ciència grega com un exemple a seguir. Igualment la majoria dels emperadors romans acostumaven a ser pro-grecs. L'emperador Neró visità Grècia el 66, i va actuar en els Jocs Olímpics, malgrat les regles contra la participació dels no grecs. Sens dubte, va ser premiat amb una victòria en cada competició, i l'any 67 va proclamar la llibertat dels grecs quan assistia als Jocs Ístmics a Corint. Hadrià va respectar la cultura grega, i abans de ser emperador havia estat arcont d'Atenes. Va manar construir l'arc d'Hadrià i va tenir un amant grec, Antínous.
Alhora, Grècia i la majoria de l'orient romà van caure sota la influència del cristianisme. L'apòstol Pau de Tars va predicar a Corint i Atenes, i aviat Grècia es va convertir en una de les àrees més cristianitzades de l'imperi.

## Imperi Romà tardà
Durant el segle ii i el segle iii, Grècia va ser dividida en províncies, que incloïen Achaea, Macedònia, Epir, Tràcia i Mèsia. Durant el regnat de Dioclecià al final del segle iii, Mèsia va ser organitzada com una diòcesi i fou governada per Galeri. Sota l'emperador Constantí I, Helas va formar part de les prefectures de Macedònia i Tràcia. Teodosi I va dividir la prefectura de Macedònia en les províncies de Creta, Achaea, Tesalia, Epirus Vetus, Epirus Nova, i Macedònia. Les illes del mar Egeu van formar la província d'Insulae dins de la prefectura d'Asigna.
Durant el regnat de Teodosi, Grècia va fer front a les invasions dels hèruls, gots i vàndals. Estilicó, que actuava com a regent d'Arcadi, va evacuar la Tessàlia quan els visigots la van envair al final del segle iv. Eutropi, majordom d'Arcadi, va permetre a Alaric I entrar a Grècia i saquejar Atenes, Corint i el Peloponès. Estilicó el va expulsar en el 397 i Alaric va ser nomenat magister militum d'Il·líria. Eventualment, Alaric i els gots van emigrar a Itàlia, saquejant Roma el 410, i van construir el regne visigot a la península Ibèrica i el sud de França, que va durar fins a la conquesta omeia d'Hispània l'any 711.
Encara que Grècia va seguir sent part de la meitat relativament unificada aquest de l'imperi romà, no es va tornar a recuperar completament la terra de l'ocupació romana d'uns 500 anys abans. Es va convertir en pobra i despoblada. Durant el regne de Constantí, el centre de l'orient es va desplaçar a Constantinoble i Anatòlia. Atenes, Esparta i les altres ciutats van ser oblidades i moltes de les seves estàtues i altres manifestacions artístiques van ser portades a Constantinoble. No obstant això, l'àrea va continuar sent un centre poderós de la cristiandat des de la fi de l'imperi romà i a les primeries de l'Imperi Romà d'Orient.